# نان عباسعلی
نان عباسعلی، نان شیرین یا نان شیری نوعی نان نذری است که به مناسبت تاسوعا در دههٔ نخست ماه محرم پخته می‌شود و همان‌طور که از نامش پیداست، نذر عباس بن علی می‌باشد و یکی از نان‌های معروف شهرستان آران و بیدگل و نیز استان مرکزی است.
طبق یک آیین سنتی نانوایان آران و بیدگل، همزمان با محرم حسینی نان مخصوصی پخت کرده و بین عزاداران حسین بن علی و عباس بن علی نذر می‌کنند که به آن نان عباسعلی می‌گویند.
آیین پخت نان عباسعلی آران و بیدگل در خرداد سال ۱۳۹۵ به شماره ۱۲۰۰ در فهرست آثار معنوی و ناملموس کشور به ثبت رسیده است. پخت این نان در تمام ایام سال و کیفیت مطلوب آن موجب شده که نان شیرین یا همان نان عباسعلی به عنوان یکی از سوغات‌های شهرستان آران و بیدگل به حساب آید.
یکی از مراسم‌های روز تاسوعا در شهرستان نطنز، پخت نان محلی عباسعلی در بادرود است که در زبان محلی مردم به نام «کوکوله زردو» معروف است و بعد از پخت بین عزاداران توزیع می‌شود.
در تمام ایام سال این نان با عنوان «نان شیرین» یا «نان شیری» پخته می‌شود که ۱۴ ماده مغذی شامل آرد، روغن، شکر، شیر، زعفران، زردچوبه، زنجبیل و… مواد اصلی آن را تشکیل می‌دهد.